# Арнольд Гайо
Арнольд Генрі Гайо (/ˈɡiːoʊ/ ghee-OH); (28 вересня 1807 — 8 лютого 1884) — швейцарсько-американський геолог і географ.

## Раннє життя
Гюйо народився 28 вересня 1807 року в Будевійє, поблизу Невшателя, Швейцарія. Він отримав освіту в Шо-де-Фоні, потім в коледжі Невшателя. У 1825 році він поїхав до Німеччини та жив у Карлсруе, де зустрів Луї Агассіз, що поклало початок дружбі на все життя. З Карлсруе він переїхав до Штутгарта, де навчався в гімназії. Він повернувся до Невшателя в 1827 році. Він вирішив вступити до міністерства і почав навчатися в Берлінському університеті, щоб відвідувати лекції. Продовжуючи навчання, він також відвідував лекції з філософії та природознавства. Він проводив дозвілля, збираючи мушлі та рослини, а також отримав від Гумбольдта вхід до Берлінського ботанічного саду. У 1835 році він отримав ступінь доктора філософії в Берліні.

## Наукова кар'єра
У 1838 році, за пропозицією Агассіза, він відвідав швейцарські льодовики і повідомив результати свого шеститижневого дослідження Геологічному товариству Франції. Він був першим, хто вказав на деякі важливі спостереження, пов'язані з рухом і структурою льодовика. Серед іншого він зазначив більш швидкий потік центру, ніж боків, і більш швидкий потік зверху, ніж дна льодовиків; описав шарувату або стрічкову структуру льодовикового льоду; і пояснював рух льодовиків поступовим молекулярним зміщенням, а не ковзанням крижаної маси, як вважав де Соссюр. Згодом він зібрав важливі дані про ератичні валуни.
У 1839 році він став колегою Агассіза як професор історії та фізичної географії в коледжі Невшателя (він же Невшательська академія). Призупинення цієї установи в 1848 році змусило Гюйо емігрувати, за проханням Агассіза, до Сполучених Штатів, де він оселився в Кембриджі, штат Массачусетс. Він прочитав курс лекцій в Інституті Лоуелла, які згодом були опубліковані як Earth and Man (Бостон, 1849). Протягом кількох років Рада освіти Массачусетсу зберігала його послуги лектором з географії та методики навчання в звичайних школах і вчительських інститутах.
Він був зайнятий цією роботою до свого призначення в 1854 році професором фізичної географії та геології в Прінстонському університеті, яку він зберігав до своєї смерті. Він також кілька років був викладачем фізичної географії в Державній нормальній школі в Трентоні, штат Нью-Джерсі, а з 1861 по 1866 рік викладачем Прінстонської теологічної семінарії. Він також читав курси в Теологічній семінарії Союзу в Нью-Йорку та в Колумбійському коледжі. Він заснував музей у Прінстоні (нині закритий), багато зразків якого походять із його власних колекцій.
У 1867 році він був обраний членом Американського філософського товариства.
Його наукова робота в США включала вдосконалення планів національної системи метеорологічних спостережень. Більшість із них проводилися під егідою Смітсонівського інституту. Його широкі метеорологічні спостереження призвели до створення Бюро погоди Сполучених Штатів, а його Метеорологічні та фізичні таблиці (1852, переглянуте видання 1884) були стандартом протягом тривалого часу.
Гюйо відкидав теорію еволюції людини Дарвіна і, водночас, прийняв погляди Г’ю Міллера на книгу Буття, вважаючи, що описані там дні могли тривати довше (Староземельний креационізм). Вчений Джеймс Дуайт Дана описав Гайо як «палко релігійну людину, яка живе так, ніби колись у спілкуванні зі своїм Небесним Батьком; християнин, який прямує стопами свого Вчителя».
Творіння Гюйо, або Біблійна космогонія у світлі сучасної науки (1884) було критично розглянуто в науковому журналі.

## Внесок у науковий расизм
Серія лекцій Арнольда Гайо (опублікована під назвою «Земля і людина») описує, як географія, зокрема розподіл континентів, рельєф і кліматичні регіони, визначають вищість або неповноцінність людських рас з точки зору краси, фізичних здібностей, інтелекту та моралі.
Завдяки цим лекціям Гайо пропагував теорії наукового расизму широкій аудиторії в Новій Англії, включаючи широку громадськість і вчителів, які прагнули включити цей матеріал у свої заняття. За оцінками, під час цього туру Гайо охопив близько 1500 вчителів.

## Написи
Його класифікована серія підручників і настінних карт була важливою допомогою в розширенні та популяризації геологічних досліджень в Америці. Окрім підручників, його основними публікаціями були:
- Earth and Man, Lectures on Comparative Physical Geography in its Relation to the History of Mankind (translated by Cornelius Conway Felton, 1849)
- A Memoir of Louis Agassiz (1883)
- Creation, or the Biblical Cosmogony in the Light of Modern Science (1884)
- Johnson's New Universal Cyclopaedia (1876) - editor-in-chief along with Frederick Augustus Porter Barnard

## Інтернет-ресурси
- Tables, Meteorological and Physical Prepared for the Smithsonian Institution (1858)
- Tables, Meteorological and Physical Prepared for the Smithsonian Institution (1884)
- Directions for meteorological observations, and the registry of periodical phenomena (1860)
- Physical Geography (1873)
- The earth and man: lectures on comparative physical geography, in its relation to the history of mankind (1860).
- National Academy of Sciences Biographical Memoir